# Menhire von Ginestous

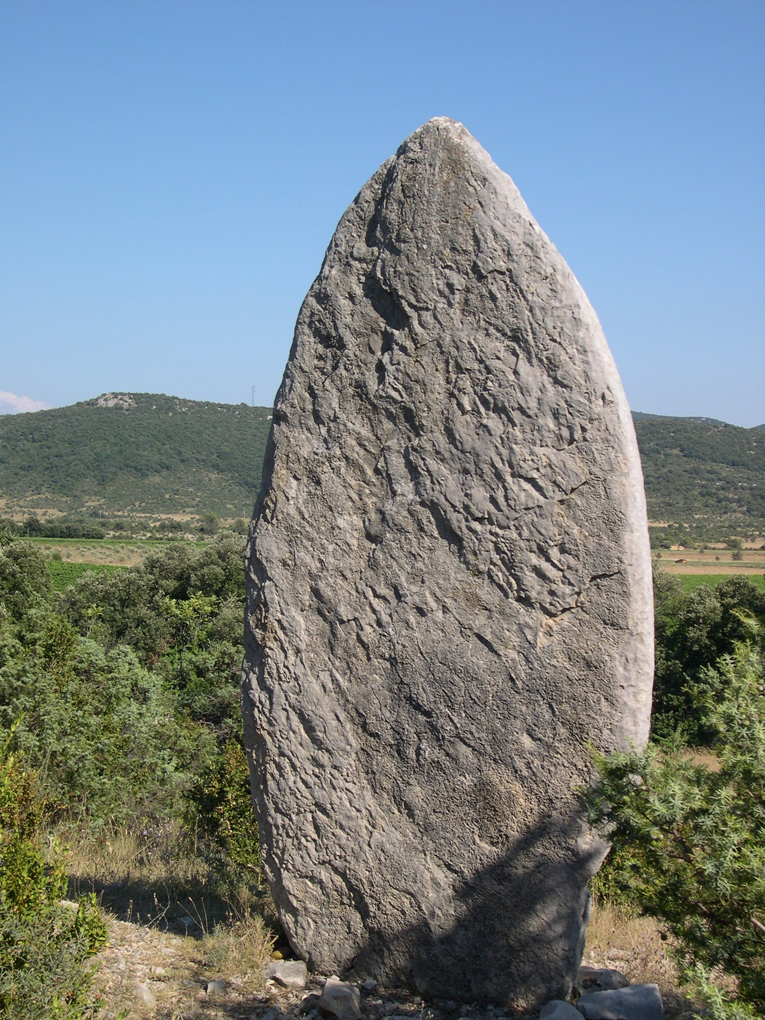
Menhir 1 von Ginestous

Die Menhire von Ginestous (1 bis 8) stehen/liegen östlich von Moulès-et-Baucels im Département Hérault in Frankreich.
- ⊙ Menhir 1 ist ein etwa 3,0 Meter hoher mandelförmiger Menhir, der in der Mitte bis 2,0 Meter breit, aber nur 30 cm dick ist. Die flache Breitseite ist nach Süden gerichtet. Er gilt als einer der formvollendeten kleinen Menhire.
- ⊙ Menhir 2 ist säulenförmig, etwa 1,8 m lang, und liegt 50 nördlich von Menhir 1.
- ⊙ Menhir 3 ist etwa 2,7 Meter hoch und rechteckig. Die Spitze ist zerbröckelt, vielleicht war er größer.
- ⊙ Der Dolmen von Ginestous liegt 40 Meter südlich von Menhir 3. Er ist stark zerstört. Auf den ersten Blick scheint es sich um einen Menhir zu handeln, aber es sind die Reste einer Kammer, die heute nicht mehr als eine Vertiefung in einem Cairn ist. Am östlichen Ende steht eine große Platte von etwa 2,0 × 2,0 m, die entweder der Endstein der Kammer, oder aber der verlagerte Deckstein ist, der eine Kammer aus Trockenmauerwerk bedeckte.
- ⊙ Menhir 4 ist etwa 2,0 Meter lang. Er liegt zerbrochen in der Nähe von Menhir 3
- ⊙ Menhir 5 ist umgefallen und in mehrere Stücke zerbrochen. Er war ein großer Menhir, hatte eine verjüngte Form und war mehr als 2,0 Meter lang und an der Basis etwa 2,0 Meter breit. Er befindet sich etwa 40 Meter westlich des Dolmens, und 50 Meter südwestlich des Menhir 3.
- ⊙ Menhir 6 ist etwa 1,3 m hoch und wurde in den Schlossgarten versetzt.
- ⊙ Menhir 7 ist ein etwa einen Meter hoher Stumpf, am Rand einer kleinen Straße, die zum Schloss führt.
- ⊙ Der umgefallene Menhir 8 liegt am Hang, etwa 600 Meter nördlich des Menhirkomplexes.